# Mirandol-Bourgnounac
Mirandol-Bourgnounac é uma comuna francesa na região administrativa da Occitânia, no departamento de Tarn. Estende-se por uma área de 38.19 km², e possui 1.044 habitantes, segundo o censo de 2018, com uma densidade de 27 hab/km².